# Gà lôi nước
Gà lôi nước (Hydrophasianus chirurgus) là một loài chim trong họ Jacanidae.
Loài chim này sinh sản ở Ấn Độ, và Đông Nam Á. Loài này ít di chuyển trong phạm vi của nó, nhưng quần thể sinh sản ở phía bắc từ miền nam Trung Quốc và dãy Himalaya di chuyển vào mũi Ấn Độ và Đông Nam Á. Nó cũng được cư trú tại Đài Loan, nơi mà nó được coi là loài bị đe dọa. Loài này cũng được ghi nhận như lai vãng ở Úc.
Chúng có chiều dài khoảng 39–58 cm trong đó có khoảng 25 cm là chiều dài đuôi, cân nặng được cho là 113-135 g ở chim trống và 205-260 g ở chim mái lớn nhất.

## Hình ảnh

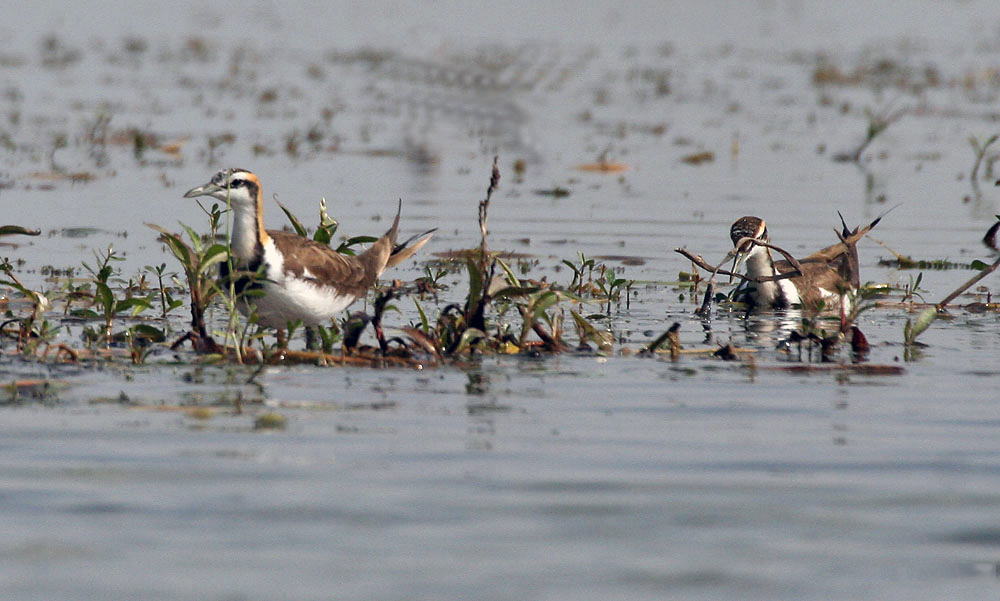
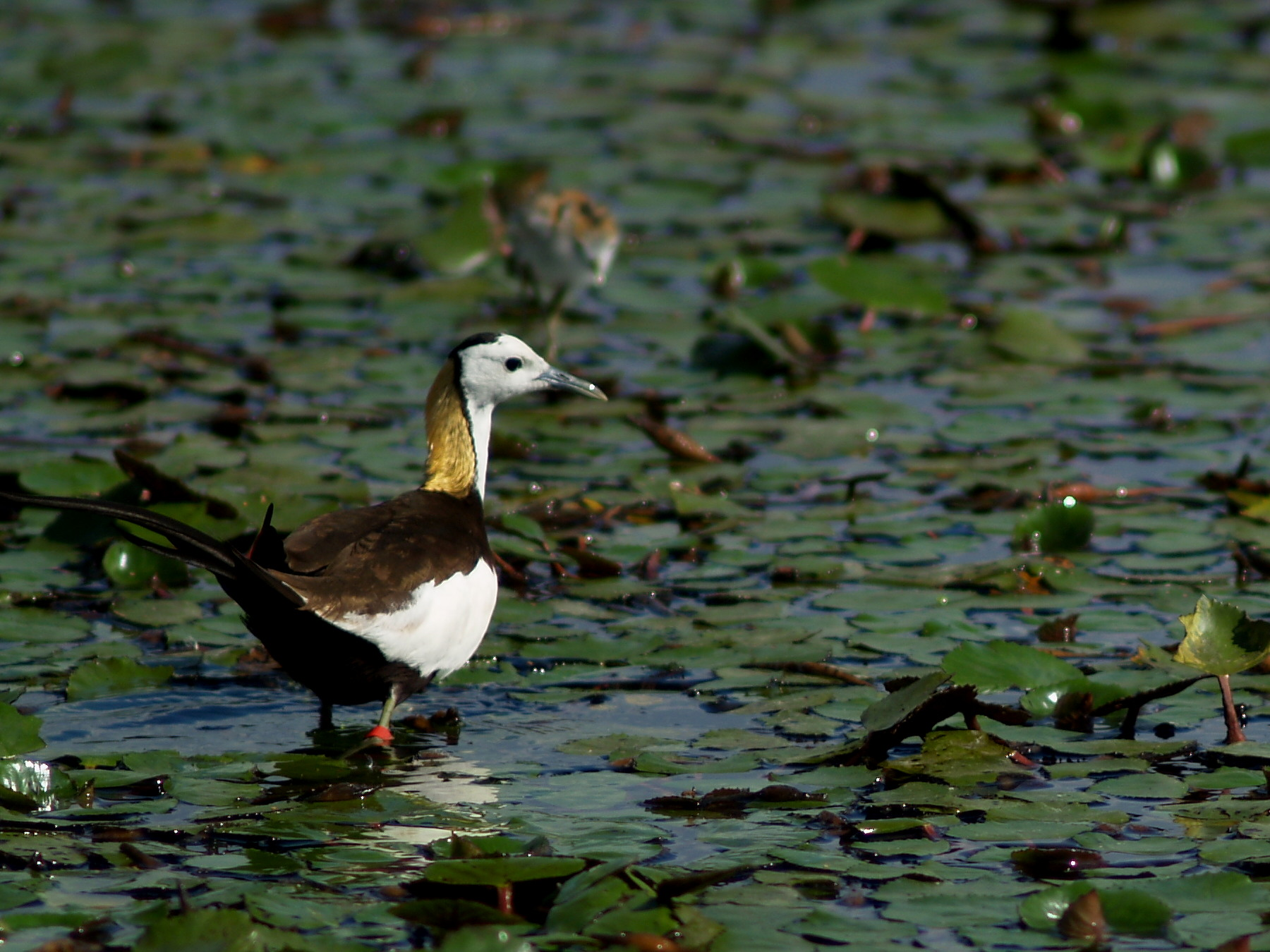
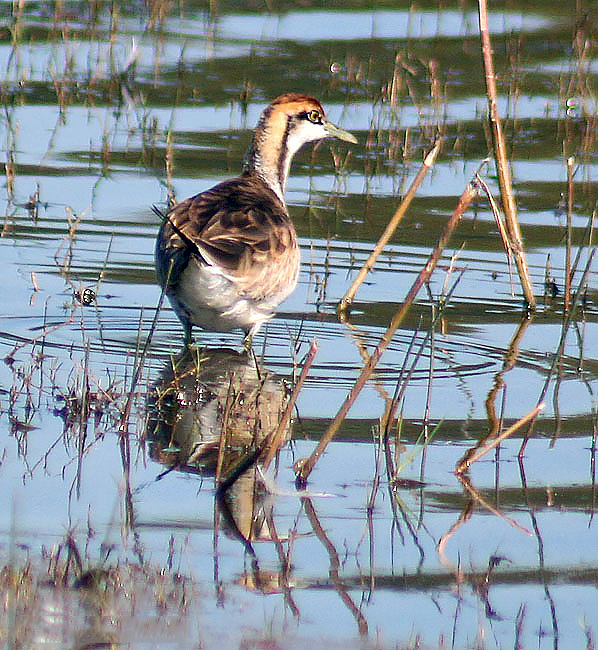
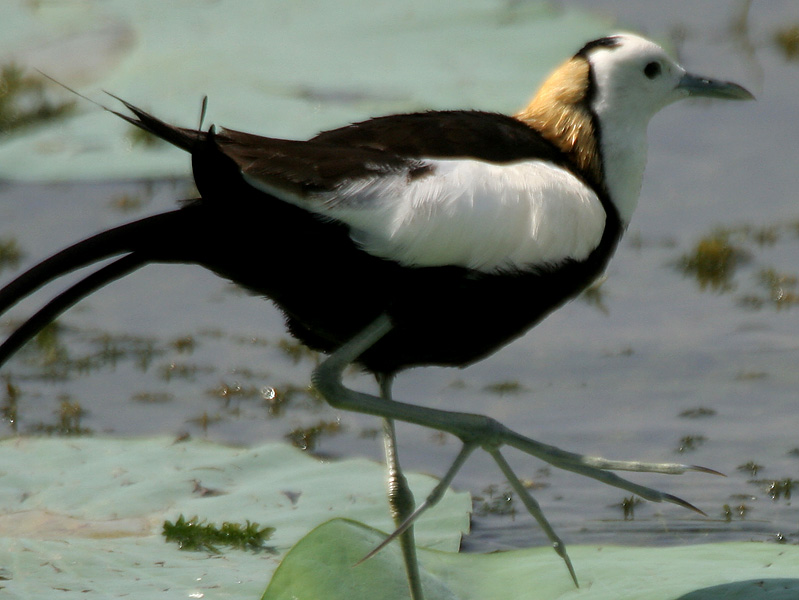